# Roques Blanques (la Vall de Boí)
Les Roques Blanques és una muntanya de 2.308 metres que es troba al municipi de la Vall de Boí, a la comarca de l'Alta Ribagorça.